# Aquila heliaca
L'aquila imperiale orientale (Aquila heliaca Savigny, 1809) è un uccello appartenente alla famiglia Accipitridae, diffuso in Eurasia e Africa.

## Descrizione

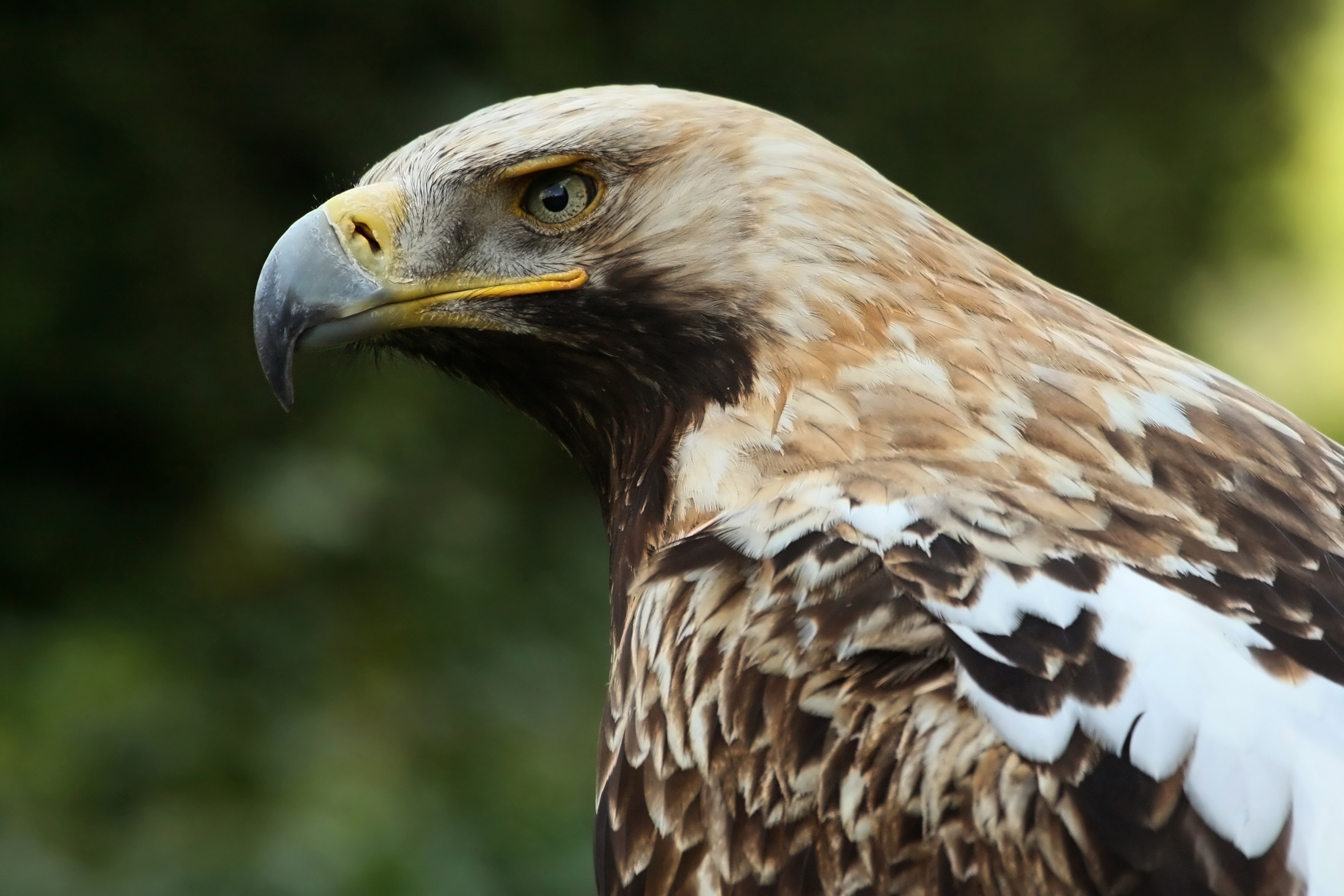

Lunga sui 75-84 cm, ha una colorazione bruno scura con macchie color giallo crema sulla nuca e bianche sulle spalle. I giovani presentano un piumaggio più chiaro.

## Distribuzione e habitat
L'aquila imperiale orientale è un uccello migratore. Nidifica nella penisola balcanica, fino alla Romania, Moldavia, Ucraina, Russia, Georgia, Iran, Armenia, Azerbaigian, Turkmenistan, Uzbekistan, Kazakistan, Mongolia e in alcune regioni della Cina.

È svernante in Turchia, Grecia, Italia, subcontinente indiano, Cina, nella penisola Araba e nell'Africa orientale fino alla Tanzania.

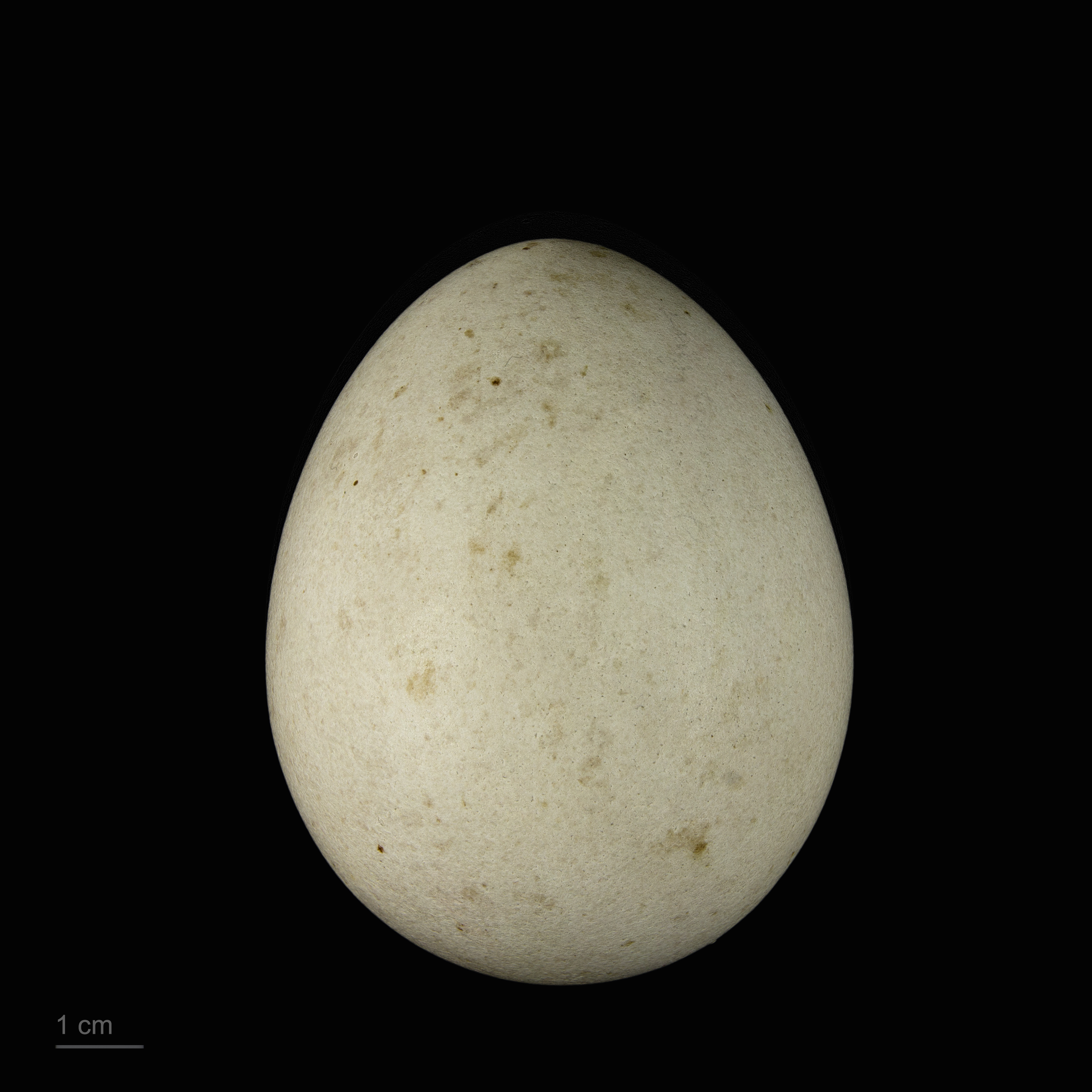
Aquila heliaca

## Conservazione
La specie è stata dichiarata vulnerabile dalla IUCN, si stima che ci siano 1000-1500 esemplari in Europa e che anche in Asia la popolazione stia decrementando, al ritmo del 10% in tre generazioni.
La specie è stata iscritta nell'Appendice I della CITES ed è protetta in molti paesi del centro Europa.